# فريتز فوكس
فريتز فوكس (بالألمانية: Fritz Fuchs)‏ (18 أكتوبر 1943 في ألمانيا - ) هو مدرب كرة قدم ولاعب كرة قدم ألماني في مركز الدفاع. لعب مع نادي كايزرسلاوترن وSV Alsenborn ‏ وBFV Hassia Bingen ‏.

## وصلات خارجية
- فريتز فوكس على موقع قاعدة بيانات كرة القدم.إي يو (الإنجليزية)
- فريتز فوكس على موقع بيانات كرة القدم. دي إي (الألمانية)
- فريتز فوكس على موقع عالم كرة القدم.نت (الإنجليزية)